# Wolfgang Hofmann
Wolfgang Hofmann   (Colònia, 30 de març de 1941 - Colònia, 12 de març de 2020) fou un judoka alemany que va competir durant la dècada de 1960.
El 1964 va prendre part en els Jocs Olímpics d'Estiu de Tòquio, on guanyà la medalla de plata en la competició del pes mitjà del programa de judo.
En el seu palmarès també destaquen dues medalles d'or al Campionat d'Europa de judo i quatre campionats nacionals.